# Puolalabacken
Puolalabacken är en kulle i Finland.   Den ligger i Åbo stad i den ekonomiska regionen  Åbo ekonomiska region  och landskapet Egentliga Finland, i den södra delen av landet, 150 km väster om huvudstaden Helsingfors. Toppen på Puolalabacken är 19 meter över havet.
Terrängen runt Puolalabacken är platt. Runt Puolalabacken är det tätbefolkat, med 570 invånare per kvadratkilometer. Närmaste större samhälle är Åbo, 0,53 km sydost om Puolalabacken. Runt Puolalabacken är det i huvudsak tätbebyggt.